# Consolidatie (boekhouding)
Consolidatie of financiële consolidatie is de techniek in de boekhouding om de resultaten van moeder- en dochtervennootschappen bij elkaar te voegen, zodat een concern een geconsolideerde jaarrekening krijgt, dus een winst-en-verliesrekening en balans alsof het om één vennootschap gaat. Hiermee ontstaat inzicht in de omvang en samenstelling van het vermogen van het geheel en specifiek inzicht in de grootte van de baten en lasten van ieder onderdeel.
Consolidatie is meer dan het samentellen van alle posten in de jaarrekeningen, omdat de wederzijdse vorderingen en operaties tussen bedrijven van de groep moeten worden geëlimineerd. Alle bedrijven waarin de moedermaatschappij meer dan de helft van de aandelen bezit of die door haar worden gecontroleerd, worden geconsolideerd.

## Vestigingen
Consolideren gebeurt ook wanneer verschillende vestigingen verschillende rechtspersonen zijn of wanneer deze vestigingen in verschillende landen zijn gevestigd, dan zijn het vanzelfsprekend verschillende rechtspersonen. Voor de belasting worden de boekhoudingen dan gescheiden gevoerd, maar de moedermaatschappij wil vaak een geconsolideerd overzicht van de aparte vestigingen.